# Das Unheimliche
Das Unheimliche, (Allò sinistre, en català), és un assaig de 1919 del psicoanalista Sigmund Freud que explora el sentiment d'inquietud, estranyesa i por que pot sorgir del que és familiar i conegut. Freud argumenta que allò sinistre és un tipus de por que sorgeix d'una cosa reprimida que torna, alguna cosa que una vegada va ser familiar i reconfortant, però que ara s'ha tornat estrany i amenaçador. L’assaig es centra específicament en el significat de la paraula i enfoca el seu treball en com s'aplica i manifesta el sinistre en l’art i l’estètica, en aquest cas, posant d’exemple i analitzant l’obra literària d’E.T.A. Hoffmann, L’home de sorra.
S'estructura en tres parts: definició semàntica de la paraula das unheimliche, anàlisi de l'obra d'E.T.A. Hoffmann i deliberacions d'allò sinistre.

## Definició semàntica d'allò sinistre
Freud entén el sinistre com la classe de coses
espantoses que associem o que ens retornen a allò que és conegut i familiar. L'objectiu de
Freud és demostrar psicoanalíticament per què és així. L’autor fa referència a un estudi previ del sinistre publicat per Ernst Jentsch (Zur Psychologie des Unheimlichen, 1906). En aquest assaig Jentsch associa el sinistre amb la por a el fet desconegut i considera la incertesa intel·lectual com a condició per al sinistre. Freud no està d’acord amb aquestes dues proposicions i efectua una anàlisi etimològica de la paraula unheimlich.
En aquesta investigació troba diverses definicions:
- heimlich, primera definició = 1, a: pertanyent a la casa; amigable; familiar; 1, b:
domesticat (com en els animals); 1, c: íntim, còmode; és a dir: segur, domèstic,
hospitalari.
- heimlich, segona definició = amagat, secret, ocultat a la vista i als altres; secret,
enganyós, íntim, privat.
- unheimlich: com a negació de heimlich, aquesta paraula normalment només s'aplica al
primer conjunt de significats enumerats anteriorment
- unheimlich 1 = sinistre, desconegut, indomable, incòmode = sinistre, ominós.
- unheimlich 2 = no amagat, no secret; el que es dona a conèixer; allò que se suposa
que s'ha de mantenir en secret, però es revela de forma no intencionada.
Relacionada amb aquest segon raonament de la paraula unheimlich, trobem la definició del
filòsof alemany Friedrich Schelling: "Unheimlich és el nom de tot allò que hauria d'haver-se
mantingut secret i amagat, però que ha sortit a la llum". La paraula es converteix així en una
mena d’autoexposició errònia i involuntària. En termes psicoanalítics, proporciona una
autorevelació sorprenent i inesperada.
Freud es concentra en la semàntica inusual d'aquests dos termes:
- heimlich 1 = conegut, familiar; unheimlich 1 = desconegut, estrany
- heimlich 2 = secret, desconegut; unheimlich 2 = revelat, descobert
La paraula heimlich té, doncs, un significat que se solapa amb el seu contrari, unheimlich.
A partir d’aquesta informació, la tesi que planteja Freud és que el sinistre designa la revelació del que és privat, íntim, d’allò que està ocult, amagat no només dels altres, sinó també d'un mateix i és la marca del retorn de l’angoixa reprimida.

## Anàlisi del conte L’home de sorra (1817)

### Resum del llibre d'E.T.A. Hoffmann
1) Nathaniel, el protagonista, és advertit de petit sobre l'home de sorra. El sinistre Coppelius
ve a fer experiments amb el pare de Nathaniel; Nathaniel veu Coppelius i l'associa amb
l'home de sorra. Nathaniel és descobert mentre observa a Coppelius i el seu pare fent
experiments alquímics; Coppelius vol cremar-li els ulls, però el pare el salva. El pare de
Nathaniel és assassinat més tard per una explosió durant una de les visites de Coppelius.
2) Com a estudiant, Nathaniel coneix l'òptic Coppola, a qui li compra una ullera de llarga
vista. Nathaniel s'enamora de l'autòmat Olympia, a qui veu a través d’aquesta ullera. Olympia ha estat produïda per Spalanzani (doble del pare) i Coppola (doble de Coppelius). Nathaniel observa com els 2 es barallen per l'autòmat i treuen els ulls del cap del robot. Aquesta baralla entre els dos "pares" repeteix la lluita que van tenir Coppelius i el pare de Nathaniel pel mateix Nathaniel, quan va ser descobert espiant els seus experiments. (La importància de l'estructura de la duplicació en aquesta història). Nathaniel cau en un estat de bogeria.
3) Nathaniel es recupera i està a punt de casar-se amb la seva promesa Clara. Pugen a la torre de l'ajuntament i Nathaniel veu Coppelius a través de la seva ullera de llarga vista. Es torna boig i intenta matar a Clara. El seu germà la rescata, però Nathaniel salta de la torre i mor. La ullera de llarga vista és una mena de símbol per a la revelació d'un secret ocult, per a una eina que fa que l’heimlich (secret) passi a ser unheimlich (no secret). Permet a Nathaniel penetrar en l'esfera d’allò "privat", però també accedir a les parts reprimides del seu propi passat.

### Anàlisi
Freud subratlla la incertesa de no saber si els esdeveniments que el narrador ens relaciona són reals o imaginaris; per a la ficció misteriosa, aquesta ambivalència esdevindrà decisiva.
Per a Freud la font d’allò sinistre està lligada a la idea de ser robat dels ulls. Aquí Freud recorre a l'experiència del psicoanalista: En somnis, mites i fantasies neuròtiques la pèrdua dels ulls està associada a la por a la castració. A "L’home de sorra" Coppelius, el pare "dolent", interfereix amb totes les relacions amoroses. És el pare poderós i castrador que suplanta (mata) el bon pare que protegeix primer els "ulls" de Nathaniel.
El sinistre marca doncs el retorn del familiar en el sentit de la nostra economia psíquica (en la qual mai no es perd ni s'oblida del tot). És el complex de castració com a part de la nostra
sexualitat infantil (fase genital) el que es manifesta per la por a la pèrdua dels ulls en aquesta història. El que és sinistre aquí és, per tant, el retorn d'alguna cosa de la nostra història psicosexual que ha estat superada i oblidada. Freud formula la tesi que el sinistre sorgeix a causa del retorn d’experiències infantils que han estat reprimides.
Un altre exemple d’això és el doble (doppelgänger) que, segons Freud, la seva font és el
narcisisme primari del nen, el seu amor propi. A la primera infància això produeix
projeccions de múltiples jos i amb això, el nen assegura la seva immortalitat, però quan es
troba més tard a la vida, després d'haver superat el narcisisme infantil, el doble invoca una
sensació sinistra, un retorn a un estat primitiu de la consciència. També relaciona el doble
amb la formació del superego. El superego projecta totes les coses que reprimeix sobre
aquesta imatge primitiva del doble, per tant, el doble en la vida posterior s'experimenta com
una cosa sinistra perquè revela tot aquest contingut reprimit.
Trobem significats alternatius per a aquesta forma del doble:
a. Representa tot allò que és inacceptable per a l'ego, tots els seus trets negatius que
han estat suprimits.
b. Encarna tots aquells somnis, desitjos, esperances utòpiques que són suprimides pel
principi de realitat, per la trobada amb la societat.

## Deliberacions d'allò sinistre
Freud dona amb quatre categories dins del que podem considerar sinistre:
a. El complex de castració (mutilació).
b. El doble (doppelgänger)
c. La repetició involuntària, compulsió de repetir com a estructura de l'inconscient.
d. Les concepcions animistes de l'univers o l'omnipotència del pensament.
Concepcions comunes de la vida primitiva que entren en conflicte amb la concepció
racionalista de la realitat.
Ens diu que aquestes categories del sinistre sorgeixen com la recurrència d'una cosa oblidada i reprimida des de fa temps, un recordatori del nostre passat psíquic, però troba excepcions a la seva teoria i veu que no tot el que torna de la repressió és sinistre.
El retorn del fet reprimit és una condició necessària, però no és suficient per ser sinistre per si mateixa. Hi ha altres factors que han de ser presents per crear l'experiència del sinistre.
Per entendre-ho i explicar aquests altres factors, Freud torna a l'estudi de la ficció on trobem
les dues fonts del sinistre que ell confirma:
1. El sinistre relacionat amb experiències infantils reprimides és part de la realitat
psíquica individual.
2. El sinistre com confirmació o retorn de creences primitives superades de l'espècie
humana, com ara l'animisme o la màgia.

## Allò sinistre en la ficció
Freud es planteja per què l'experiència del sinistre no és la mateixa a la vida real (experiència vivencial) que a la ficció (experiència imaginada). Determina que això es deu a les regles que determinen el real i el possible que funcionen de manera diferent en cada cas.
Els esdeveniments que serien sinistres si es visquessin a la vida real, no es viuen com a tals a la ficció perquè el marc de realitat l'estableix l'autor segons el context.
La ficció només crea un efecte sinistre si l'autor fa una pretensió de realisme; si com a lectors (en l’actualitat també aplicable a espectadors d’obres audiovisuals) creiem que s'estan narrant condicions reals. L'experiència del sinistre en la literatura depèn de la discrepància entre els fets reals i els fets fantàstics en el món de la ficció. L'autor promet veritat i versemblança, però després trenca aquesta promesa.
Nosaltres, com a lectors o espectadors de la ficció, hem de compartir la perspectiva del personatge que viu l’esdeveniment sinistre al món de la ficció. Com a "L'home de sorra" de Hoffmann on el narrador ens fa mirar a través de la ullera de llarga vista que Nathaniel compra a Coppola/Coppelius, l'òptic dimoni.

## Obres sinistres
L'assaig de Freud ha tingut una profunda influència en la literatura i el cinema i trobem moltes obres que entren dins les categories del sinistre de creadors que busquen explorar els aspectes inquietants de la psique humana. Aquests són alguns exemples:
1. El complex de castració: Els Ocells (1963) d'Alfred Hitchcock, American Psycho (1991) de Bret Easton Ellis, Misery (1987) de Stephen King.
2. El doble (doppelgänger): Enemy (2013) de Denis Villeneuve, The Dark Half (1989) de Stephen King, El Doble (2013) de Richard Ayoade.
3. La repetició involuntària: Donnie Darko (2001) de Richard Kelly, L'etern retorn (1992) de Milan Kundera.
4. L'omnipotència del pensament: Carrie (1976) de Brian De Palma, Firestarter (1980) de Stephen King